# Memphis polycarmes
Memphis polycarmes is een vlinder uit de familie van de Nymphalidae. De wetenschappelijke naam van de soort is, als Papilio polycarmes, in 1775 gepubliceerd door Johann Christian Fabricius.

## Synoniemen
- Papilio odilia Stoll, 1780